# Ophthalmis biakensis
Ophthalmis biakensis là một loài bướm đêm trong họ Noctuidae.